# Віла-Франка-ду-Кампу
Ві́ла-Фра́нка-ду-Ка́мпу (порт. Vila Franca do Campo; МФА: [ˈvi.ɫɐ ˈfɾɐ̃.kɐ du ˈkɐ̃.pu]) — муніципалітет і містечко в Португалії, в автономному регіоні Азорські острови. Розташований на острові Сан-Мігел в Атлантичному океані, на теренах історичної португальської провінції Азори. Належить до Ангрської діоцезії Католицької церкви в Португалії. Права міського самоврядування має з 1472 року. Поділяється на 6 парафій.  Площа муніципалітету — 78,00 км², населення муніципалітету — 11229 ос. (2011); густота населення — 143,96 осіб/км²
. Патрон — святий Михаїл. Святковий день муніципалітету — 24 червня. Поштовий індекс — 9680.  Код місцевої адміністративної одиниці — 2005. Складова статистичного регіону Азори.

## Назва
- Віла-Франка-ду-Кампу (порт. Vila Franca do Campo, стара орфографія: порт. Villa Franca do Campo) — сучасна португальська назва.

## Географія
Віла-Франка-ду-Кампу розташована на Азорських островах в Атлантичному океані, на півдні острова Сан-Мігел.
Містечко розташоване за 20 км на схід від міста Понта-Делгада.
Муніципалітет межує: 
- на півночі — муніципалітет Рібейра-Гранде
- на сході — муніципалітет Повуасан
- на півдні — Атлантичний океан
- на заході — муніципалітет Лагоа

## Історія
1472 року португальський король Афонсу V надав Вілі-Франка-ду-Кампу форал, яким визнав за поселенням статус містечка та муніципальні самоврядні права.

## Населення
| Кількість мешканців | Кількість мешканців | Кількість мешканців | Кількість мешканців | Кількість мешканців | Кількість мешканців | Кількість мешканців | Кількість мешканців | Кількість мешканців | Кількість мешканців | Кількість мешканців | Кількість мешканців | Кількість мешканців | Кількість мешканців | Кількість мешканців | Кількість мешканців |
| ------------------- | ------------------- | ------------------- | ------------------- | ------------------- | ------------------- | ------------------- | ------------------- | ------------------- | ------------------- | ------------------- | ------------------- | ------------------- | ------------------- | ------------------- | ------------------- |
| 1864                | 1878                | 1890                | 1900                | 1911                | 1920                | 1930                | 1940                | 1950                | 1960                | 1970                | 1981                | 1991                | 2001                | 2011                |                     |
| 9 373               | 11 224              | 10 460              | 11 190              | 10 462              | 10 052              | 11 204              | 13 296              | 14 204              | 14 596              | 13 905              | 11 866              | 10 924              | 11 150              | 11 229              |                     |

## Пам'ятки
- Парафіяльна церква Святого Петра (Igreja Paroquial de São Pedro)
- Каплиця Святої Катерини (Ermida de Santa Catarina)
- Каплиця Святої Богородиці Згоди (Ermida de Nossa Senhora da Paz)
- Церква та монастир Святого Франциска (Igreja e Convento de São Francisco)
- Гончарне виробництво та піч на вул. Падре Лусінду (Olaria e forno anexo na Rua Padre Lucindo)
- 4 драконових дерева в містечку Прайя (4 exemplares de dragoeiro no lugar da Praia)

## Парафії
1. Агуа-де-Алту
2. Понта-Гарса
3. Рібейра-Сека
4. Рібейра-даш-Таіньяш
5. Сан-Мігел
6. Сан-Педру